# Tubbergen (dorp)
Tubbergen (uitspraakⓘ) (Nedersaksisch: Tubbe, Tubbege, Tubbig en Tubbarng'n (vernederlandst)) is een plaats in het noorden van Twente, in de Nederlandse provincie Overijssel, en de hoofdplaats van de gelijknamige gemeente.

## Naam
Een gangbare verklaring voor de naam Tubbergen luidt dat dit betekent 'tussen de bergen', het is onduidelijk of dit klopt. De naam is in het verleden onder meer geschreven als Tubberg, Tuberghe en Ubbergen.

## Verkeer en vervoer

### Openbaar vervoer
Tubbergen is gelegen langs buslijn 64, die van Almelo via Geesteren naar Oldenzaal loopt. In Almelo en Oldenzaal geeft deze buslijn aansluiting op het spoorwegnet. Tevens is Tubbergen het begin- en eindpunt van lijn 65 via Weerselo naar Hengelo en de buurtbus naar Bruinehaar.

## Cultuur
- De rooms-katholieke Sint-Pancratiusbasiliek bestaat uit een forse gotische toren en een neogotisch schip naar ontwerp van Alfred Tepe. De kerk heeft gebrandschilderde glas-in-loodramen gemaakt door vijf generaties van de glazeniersfamilie Nicolas. De kerk is op 5 januari 2000 door het Vaticaan verheven tot basiliek.
- Aan de rand van Tubbergen boven op de Tubbergse Es bevindt zich het standbeeld van Mgr. Dr. Schaepman. Het is een werk van de beeldhouwer August Falise en is onthuld op op 11 augustus 1927.
- Jaarlijks vindt er de kunstmanifestatie Glasrijk plaats.
- Jaarlijks tijdens het tweede weekeinde van September worden de Tubbergse Volks-en Schuttersfeesten georganiseerd. Hierbij wordt de schutter welke de houten vogel van een mast schiet gekroond tot Schutterskoning van Tubbergen.

### Monumenten
In Tubbergen zijn er een aantal rijksmonumenten en oorlogsmonumenten, zie:
- Lijst van rijksmonumenten in Tubbergen (plaats)
- Lijst van oorlogsmonumenten in Tubbergen

## Sport
In het verleden genoot Tubbergen enige landelijke bekendheid doordat er elk jaar internationale motorraces op een stratencircuit gehouden werden: circuit Tubbergen. Het circuit liep in een ruwweg driehoekige vorm tussen de dorpen Tubbergen, Albergen en Fleringen. Deze races werden tot 1984 gehouden. Bekende Nederlandse coureurs die elk jaar hun opwachting maakten in Tubbergen waren Jack Middelburg, Wil Hartog en Boet van Dulmen. Later is de traditie min of meer opgepakt en wordt jaarlijks een historische motorrace gereden op het circuit in Tubbergen.
Het dorp bezit diverse sportclubs, waaronder voetbalvereniging TVC '28, volleybalvereniging Dynamo, tennisvereniging de Acehof, waterpolovereniging VKC '03, judovereniging THAG en wielertoerclub WTCT. Het eerste damesteam van de Tubbergse basketbalvereniging Jolly Jumpers (voormalig Eurosped Twente BV en Perik Jumpers) speelt in de Eredivisie van Nederland. Veel van de kerkdorpen hebben elk hun eigen sportverenigingen. Het dorp beschikt over een Sporthal en Zwembad: Sportcentrum de Vlaskoel

## Geboren
- Gerardus Elberink (1825-1887), orgelmaker van vele orgels in rooms katholieke kerken in Tubbergen e.o.
- Herman Schaepman (1844-1903), dichter, priester en politicus
- Antonius Catharina Hubertus Ignatius von Heyden (1859-1935), burgemeester van Weerselo
- Marie Koopmans (1888-1979). schrijfster en letterkundige
- Gerard Bruggink (1917-2005), Nederlands piloot en Amerikaans inspecteur van vliegtuigongelukken en vliegveiligheid
- Harm Buiter (1922-2011), vakbondsbestuurder en PvdA-burgemeester van Groningen
- Harm Habing (1937), astronoom
- Ton Heerts (1966), PvdA-burgemeester van Apeldoorn
- Coen Boerman (1976), wielrenner bij de Rabobankploeg
- Gerco Schröder (1978), springruiter
- Milou Dekker (1991-2025), basketballer

## Fotogalerij

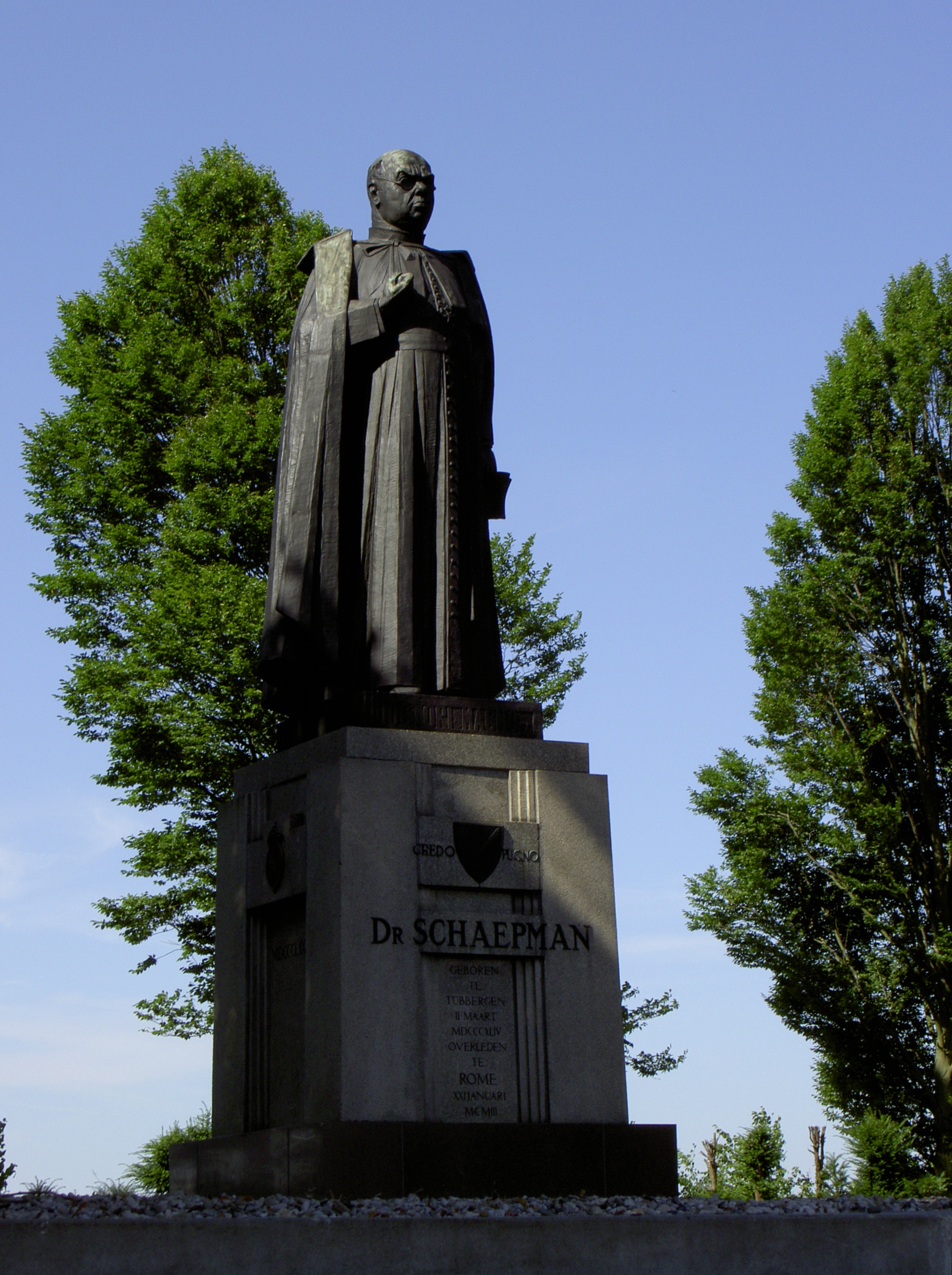
Standbeeld van mgr. dr. Herman Schaepman op de Tubberger Es
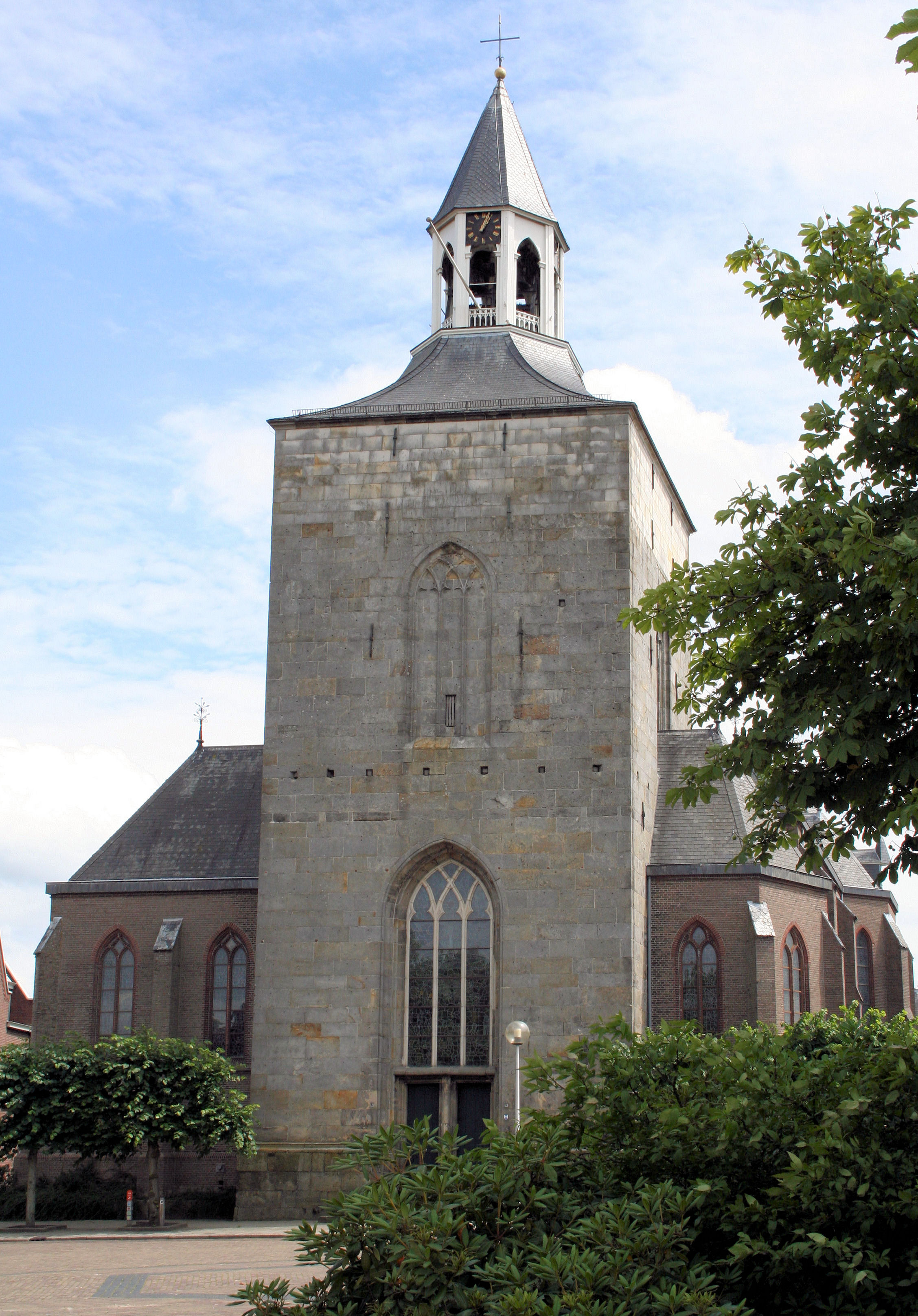
R.K. basiliek van de H. Pancratius met 16e-eeuwse toren
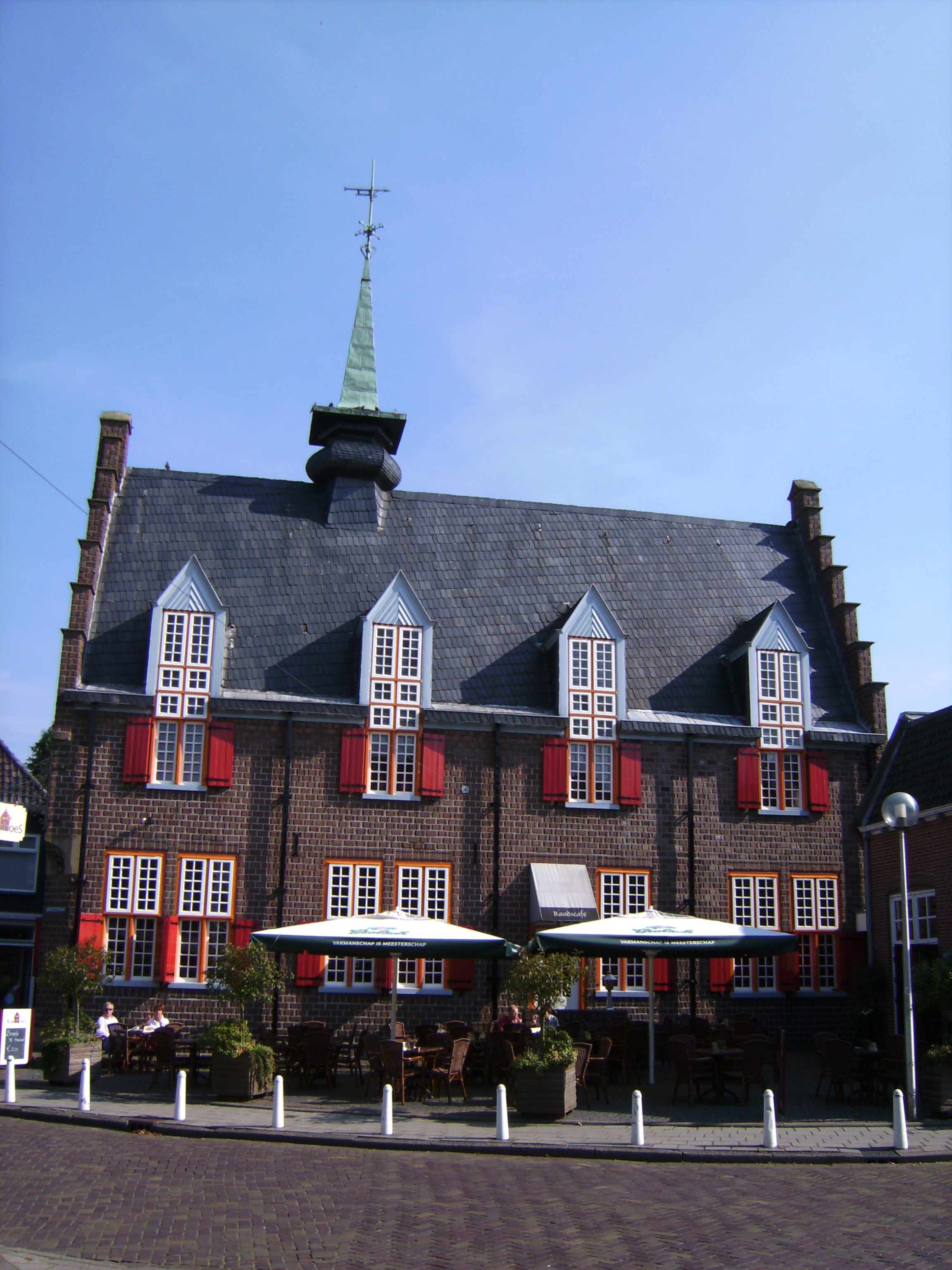
Het oude raadhuis, thans in gebruik als restaurant
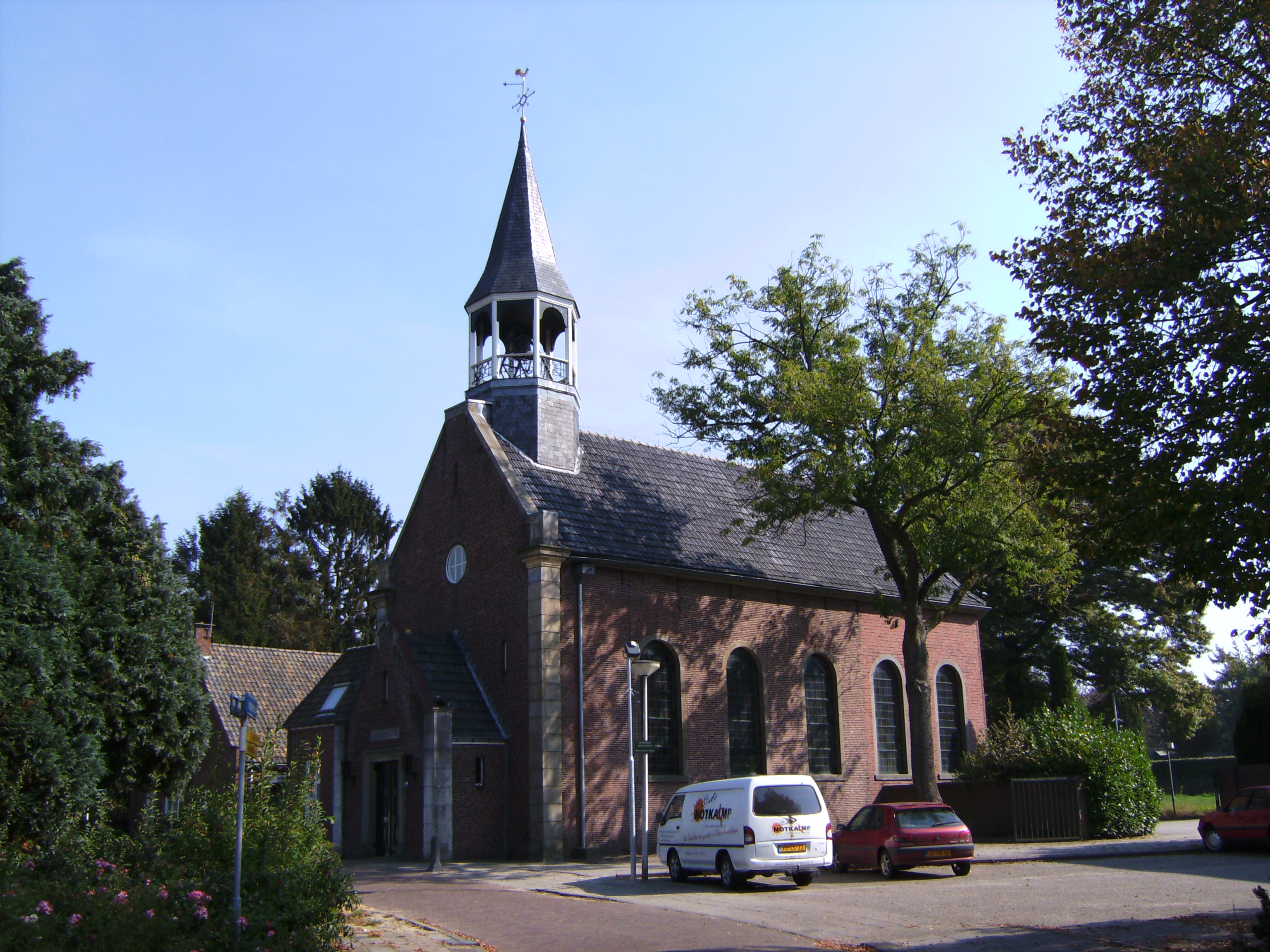
Nederlandse Hervormde Kerk

Hoofdplaats: Tubbergen     
Dorpen: Albergen · Fleringen · Geesteren · Harbrinkhoek · Langeveen · Manderveen · Mariaparochie (deels) · Reutum · Vasse

Buurtschappen: Hezingen · Haarle · Klossehoek · Mander · West-Geesteren 

Overijssel · Steden en dorpen in Overijssel      Nederland · Provincies · Gemeenten
Almelo · Borne · Dalfsen · Deventer · Dinkelland · Enschede · Haaksbergen · Hardenberg · Hellendoorn · Hengelo · Hof van Twente · Kampen · Losser · Oldenzaal · Olst-Wijhe · Ommen · Raalte · Rijssen-Holten · Staphorst · Steenwijkerland · Tubbergen · Twenterand · Wierden · Zwartewaterland · Zwolle

Steden en dorpen · Voormalige gemeenten · Nederland: Provincies · Gemeenten